# デライト (駆逐艦・初代)
|          | |
| 艦歴     | |
| 発注     | 1931年2月2日 |
| 起工     | 1931年4月22日 |
| 進水     | 1932年6月2日 |
| 就役     | 1933年1月31日 |
| その後   | 1940年7月29日に戦没 |
| 除籍     | |
| 性能諸元 | |
| 排水量   | 1,920トン |
| 全長     | 100.3m |
| 全幅     | 10.1m |
| 吃水     | 3.8m |
| 機関     | アドミラリティ・ボイラー 3缶 パーソンズ式蒸気タービン2基 2軸推進、36,000shp(27,000 kW)                                                                                |
| 速力     | 36ノット |
| 航続距離 | 15ノットで5,870海里 |
| 乗員     | 145名 |
| 兵装     | 119mm(4.7in) Mark IX 単装砲 4門 76.2mm(3in)対空砲 1門 12.7mm Mark III 四連装機銃 2基 533mm（21in）Mk.IX 4連装魚雷発射管 2基 爆雷 20発 爆雷投射機 2基 爆雷投下軌条 1軌 |

デライト (HMS Delight, H38) はイギリス海軍の駆逐艦。D級。

## 艦歴
1930年の海軍計画により1931年2月2日に発注され、ゴーヴァンのフェアフィールド社で1931年4月22日に起工。1932年6月2日に進水し、1933年1月31日に竣工。兵器、弾薬、通信設備といった海軍本部が供給する物を除いた費用は22万9378ポンドであった。
慣熟訓練後、1933年4月24日まで「デライト」はマークIX魚雷の試験に使用された。「デライト」は地中海の第1駆逐艦戦隊に加わり、1933年9月から11月にはペルシャ湾へ派遣された。1934年9月3日から10月25日まで、中国艦隊第8（後に第21）駆逐群での任務のための修理をポーツマス工廠で受け、1935年1月に任地に着いた。アビシニア危機の際、1935年9月から11月まで紅海で地中海艦隊に加えられた。「デライト」は9月19日にアデンに到着し、それからアレクサンドリアに移って地中海艦隊とともに3ヶ月間活動した。12月には本国艦隊に転属となり、12月30日にポーツマスに着いた。
「デライト」は1940年1月27日まで修理を行い、それから第3駆逐艦戦隊に編入された。4月8日、悪天候のため損傷し修理のため帰投した。ノルウェーの戦い中、「デライト」は航空機補充のため4月25日にスカパ・フローに戻った空母「フューリアス」を護衛した。5月1日、Åndalsnesからの撤退の際兵員を第18巡洋艦戦隊の巡洋艦「マンチェスター」および「バーミンガム」へ輸送。「デライト」は5月27、28日にナルヴィク奪還を支援し、翌日、ドイツ軍上陸との報告の調査のためボードーへ派遣された。続く二夜、「デライト」は他の駆逐艦7隻とともにボードーからイギリス軍を撤収させた。6月7、8日、「デライト」はナルヴィクから撤退する兵員を運ぶ船団を護衛した（アルファベット作戦）。 
6月13日に仮装巡洋艦「Scotstoun」がドイツ潜水艦U-25に雷撃されると、「デライト」はその救援に向かった。6月21日から7月24日までロサイスで過熱器の管の交換を行う。7月29日に命令に反して日中にポートランド港を出港した「デライト」はシェルブールのフライヤレーダーに捕捉された。「デライト」はポートランド岬沖約20マイルで16機のドイツ軍機による攻撃を受け、爆弾1発が命中。火災が発生し続いて爆発が起きた。「デライト」は同日夕刻に沈み、乗員の死者は6名であった。 
「デライト」は現在いくつかに壊れて最大62メートルの深さに沈んでいる。中央部は逆さまになっており、艦首はちぎれ、艦尾は直立している。「デライト」の残骸は軍事遺物保護法 (Protection of Military Remains Act 1986) により保護地域に指定されているため、許可無くその中に入ることや破損させることは違法である。